# Odense Å
Die Odense Å ist ein Fließgewässer in Dänemark und hat eine Länge von ungefähr 60 Kilometern. Sie durchläuft die Stadt Odense und ist Fünens längster Wasserlauf. Sie entspringt dem Arreskov Sø nordöstlich von Faaborg und mündet bei Seden Strand, in der Nähe des Odense-Kanals, in den Odense-Fjord. Ihr Einzugsgebiet umfasst etwa 550 km2, der Wasserstand ist jahreszeitlich stark schwankend.

## Odense Å Regatta
Jährlich wird auf dem Fluss die sogenannte Odense Å Regatta durchgeführt. Hierbei treten Mannschaften mit selbstgebauten Booten aller Arten von Konstruktionen gegeneinander an.

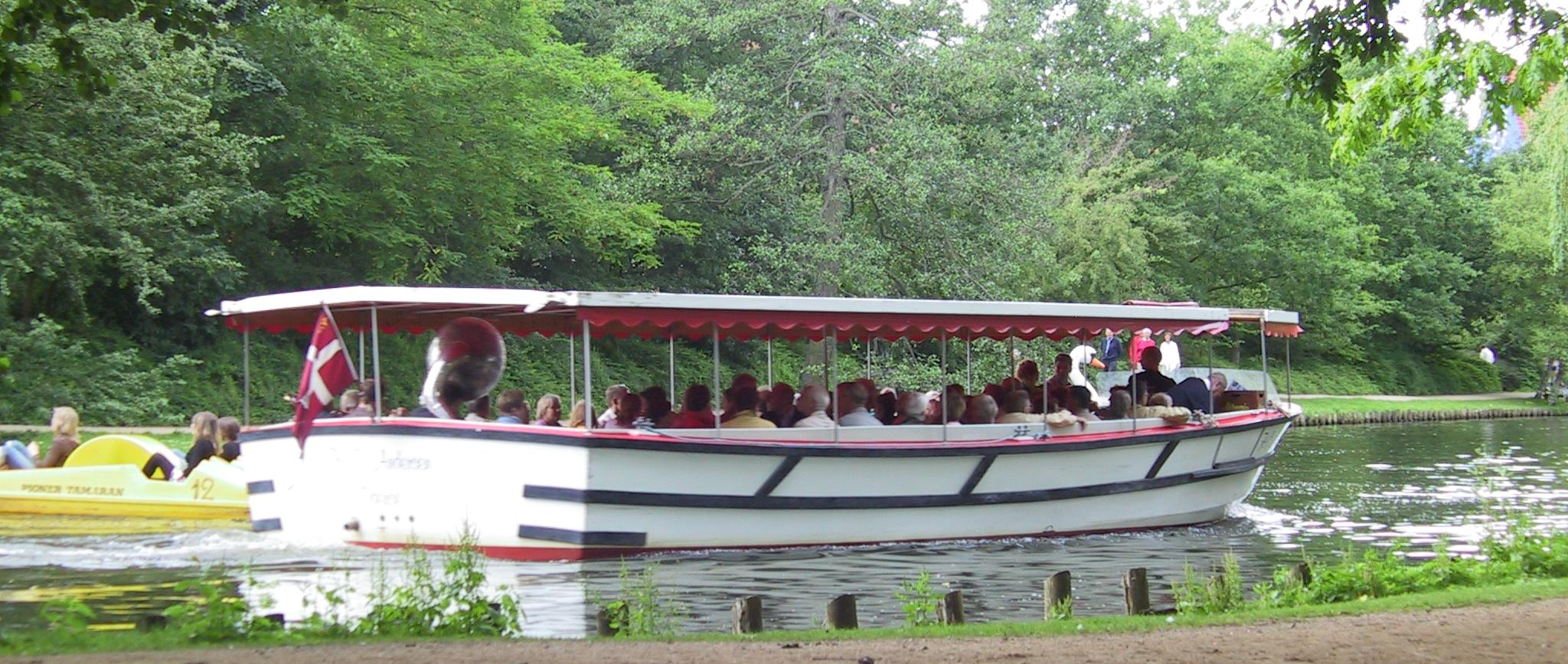
Ausflugsschiff auf der Odense Å